# Almenar de Soria
Almenar de Soria ist ein Ort und eine aus dem Hauptort und mehreren Weilern (Cardejón, Castejón del Campo, Esteras de Lubia, Jaray und Peroniel del Campo) bestehende Gemeinde (municipio) mit 216 Einwohnern (Stand: 2024) im Osten der Provinz Soria in der Autonomen Gemeinschaft Kastilien-León. Die katholische Kirchengemeinde gehört zum Bistum Osma-Soria.

## Lage und Klima
Der Ort Almenar de Soria liegt in der von Felsen und Hügeln durchsetzten Hochebene im Osten der Provinz Soria in einer Höhe von ca. 1010 bis 1050 m. Die Entfernung zur nordwestlich gelegenen Provinzhauptstadt Soria beträgt ca. 26 km (Fahrtstrecke). Das Klima ist gemäßigt bis warm; Regen (ca. 535 mm/Jahr) fällt übers Jahr verteilt.

## Bevölkerungsentwicklung
| Jahr      | 1857 | 1900 | 1950 | 2000 | 2017 |
| Einwohner | 480  | 606  | 648  | 387  | 234  |

Die zunehmende Mechanisierung der Landwirtschaft sowie die Aufgabe bäuerlicher Kleinbetriebe und der daraus resultierende Verlust an Arbeitsplätzen hätten in der zweiten Hälfte des 20. Jahrhunderts zu einem noch deutlicheren Rückgang der Bevölkerungszahl geführt, wenn nicht in den 1960er Jahren mehrere Dörfer in der Umgebung eingemeindet worden wären.

## Wirtschaft
Die Gemeinde lebte jahrhundertelang ausschließlich vom Getreideanbau (Gerste und Weizen), der hauptsächlich zur Selbstversorgung betrieben wurde; auch Viehhaltung (Schafe, Ziegen, Hühner) fand in geringem Maße statt. Heute spielt die Landwirtschaft immer noch die wichtigste Rolle, doch sind auch geringfügige Einnahmen aus dem Tourismus (Vermietung von Ferienwohnungen) hinzugekommen.

## Geschichte
Nach der arabisch-maurischen Eroberung entvölkerten sich weite Gebiete im Norden der Iberischen Halbinsel. Im 10. Jahrhundert begann unter dem kastilischen Grafen Gonzalo Téllez die in der zweiten Hälfte des 11. Jahrhunderts unter Alfons VI. vollendete Rückeroberung (reconquista) Altkastiliens, die in der Einnahme der etwa 250 Kilometer weiter südwestlich gelegenen Stadt Toledo (1085) ihren vorläufigen Höhepunkt fand. Wahrscheinlich in dieser Zeit wurde Almenar von Siedlern aus dem Norden neu- oder wiederbesiedelt (repoblación); die ersten Erwähnungen des Ortsnamens stammen aus dem 13. Jahrhundert.

## Sehenswürdigkeiten
- Eine Burg (castillo) stand wahrscheinlich schon in maurischer Zeit an der Stelle, doch ihr heutiges Aussehen entstammt größtenteils den Umbaumaßnahmen des 15. Jahrhunderts als der Ort und seine Burg im Besitz der Grafen von Gómara stand. Es ist eine quadratische Anlage mit umgebendem Zwinger mit jeweils vier Rundtürmen in den Ecken; im Zentrum der Anlage befindet sich ein weitgehend gleich gestalter Wohntrakt. Die Burg befindet sich in Privatbesitz und ist nur über eine steinerne Brücke zugänglich.[4]

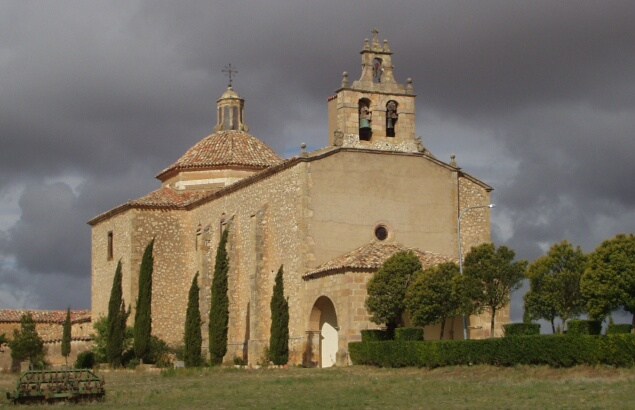
Ermita de la Virgen de la Llana

- Die etwa zur gleichen Zeit mit Ausnahme der Strebepfeiler und der Ecksteine aus Bruchsteinen errichtete einschiffige Pfarrkirche San Pedro Apostol hat ein Querschiff mit zwei Seitenaltären. Die – wie in der Region üblich – nur über das auf der Südseite befindliche Portal zu betretende Kirche beherbergt ein romanisches Taufbecken (pila bautismal), das wahrscheinlich aus einem abgerissenen Vorgängerbau stammt, und ein bemerkenswertes barockes Altarretabel (retablo).
- Die etwas außerhalb des Ortes am Ende einer Allee stehende Ermita de la Virgen de la Llana ist ein groß dimensionierter Bau mit Querschiff aus der zweiten Hälfte des 18. Jahrhunderts, der wohl ebenfalls einen Vorgängerbau ersetzt hat. Im Zentrum eines barocken Altarretabels beherbergt die Kirche eine in der Region ehemals hochverehrte spätromanische Muttergottesstatue mit dem Jesuskind auf dem linken Knie sitzend (sedes sapientiae).